# Marina di Castagneto Carducci
Marina di Castagneto Carducci, nota anche come Marina di Donoratico, è una frazione del comune di Castagneto Carducci, in provincia di Livorno, in Toscana.
Ha ottenuto la "Bandiera Blu" per la qualità dei servizi e delle acque di balneazione.

## Geografia fisica
Marina di Castagneto è situata sulla costa del Mar Ligure, a circa 35 chilometri a nord di Piombino, 50 a sud di Livorno e 8 a ovest di Castagneto Carducci.

## Storia
La storia di Marina di Castagneto è legata essenzialmente alla costruzione del fortilizio settecentesco per il pattugliamento della costa.
Di lì a poco, nell'ambito delle bonifiche promosse dal granduca di Toscana, fu deciso di impiantare una vasta pineta costiera a protezione della campagna retrostante.
Tuttavia, fu solo nel corso della seconda metà del Novecento che l'abitato conobbe un rapido sviluppo, con la costruzione di numerose infrastrutture legate al turismo balneare.

## Monumenti e luoghi d'interesse
La principale emergenza architettonica della località è il forte lorenese. Nei pressi si trova la villa Margherita, edificata all'inizio del XX secolo dai Della Gherardesca, che si segnala per la presenza di una cappella a croce greca. Un'altra notevole architettura della frazione è la Villa Emila, in stile medievaleggiante con scalinata neorinascimentale.
Al centro della frazione, nella pineta, sorge la chiesa parrocchiale di Santa Maria Assunta, costruita sul luogo di una precedente cappella, e consacrata il 15 agosto 1988 dal vescovo Lorenzo Vivaldo. Il terreno fu donato dal Conte Gaddo della Gherardesca. La chiesa, in stile moderno, presenta una pianta ottagonale, con un imponente tetto piramidale in struttura in legno; luminose vetrate aperte sul giardino costituiscono le pareti. Il progetto è dell'architetto G. Grassi e dell'ingegnere M. Niccolai.  All'interno sono presenti un tabernacolo in bronzo, un altorilievo in terracotta di Flavio Melani che rappresenta l''Ultima Cena; sulla facciata vi è un crocefisso in mosaico di vetro.
Nella pineta che separa il mare dalla campagna si trova il parco giochi "Cavallino Matto". Sulla spiaggia sono presenti degli stabilimenti balneari. Dagli anni sessanta si è sviluppata una rilevante vocazione turistica estiva della località.

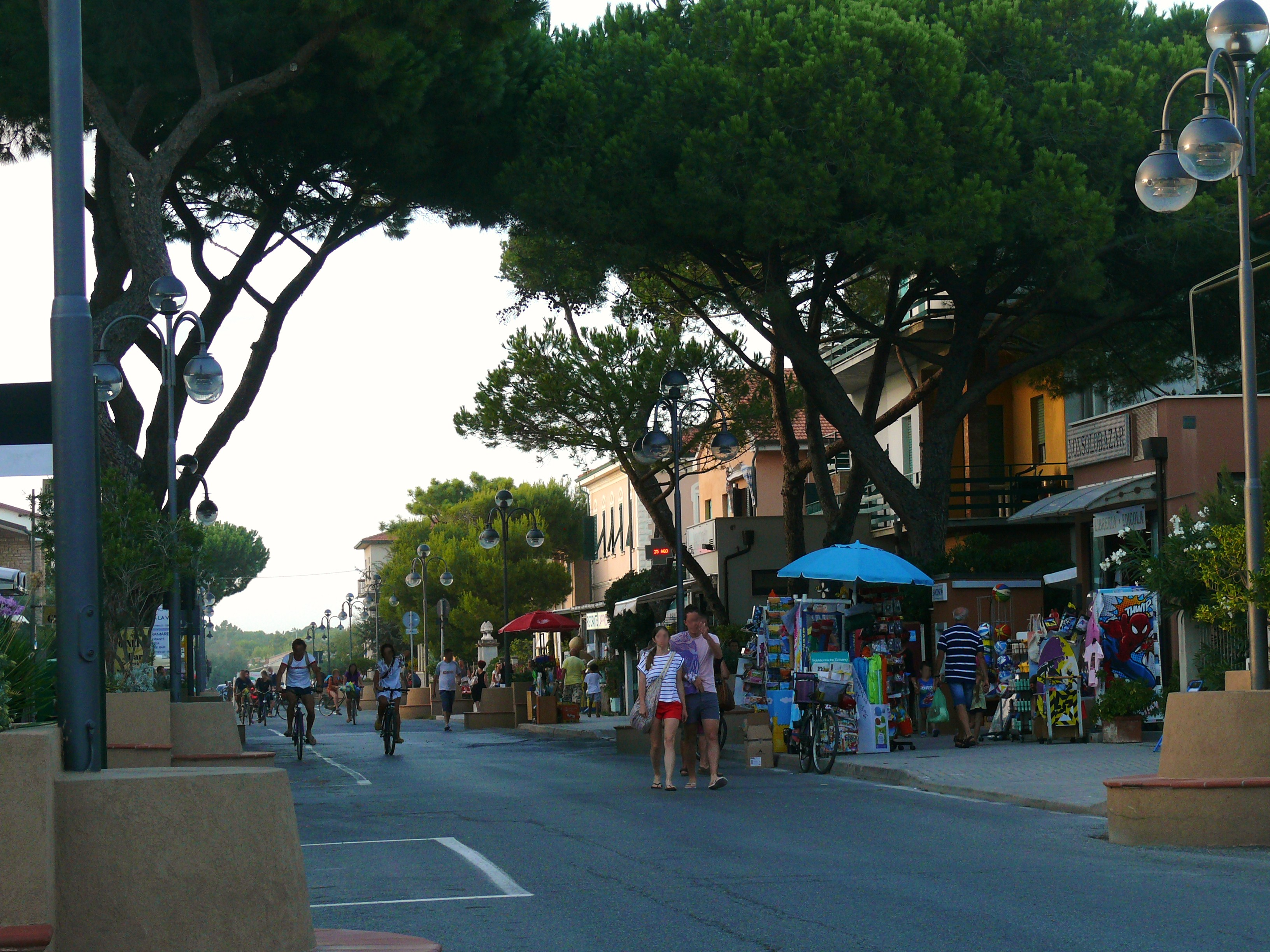
Marina di Castagneto Carducci
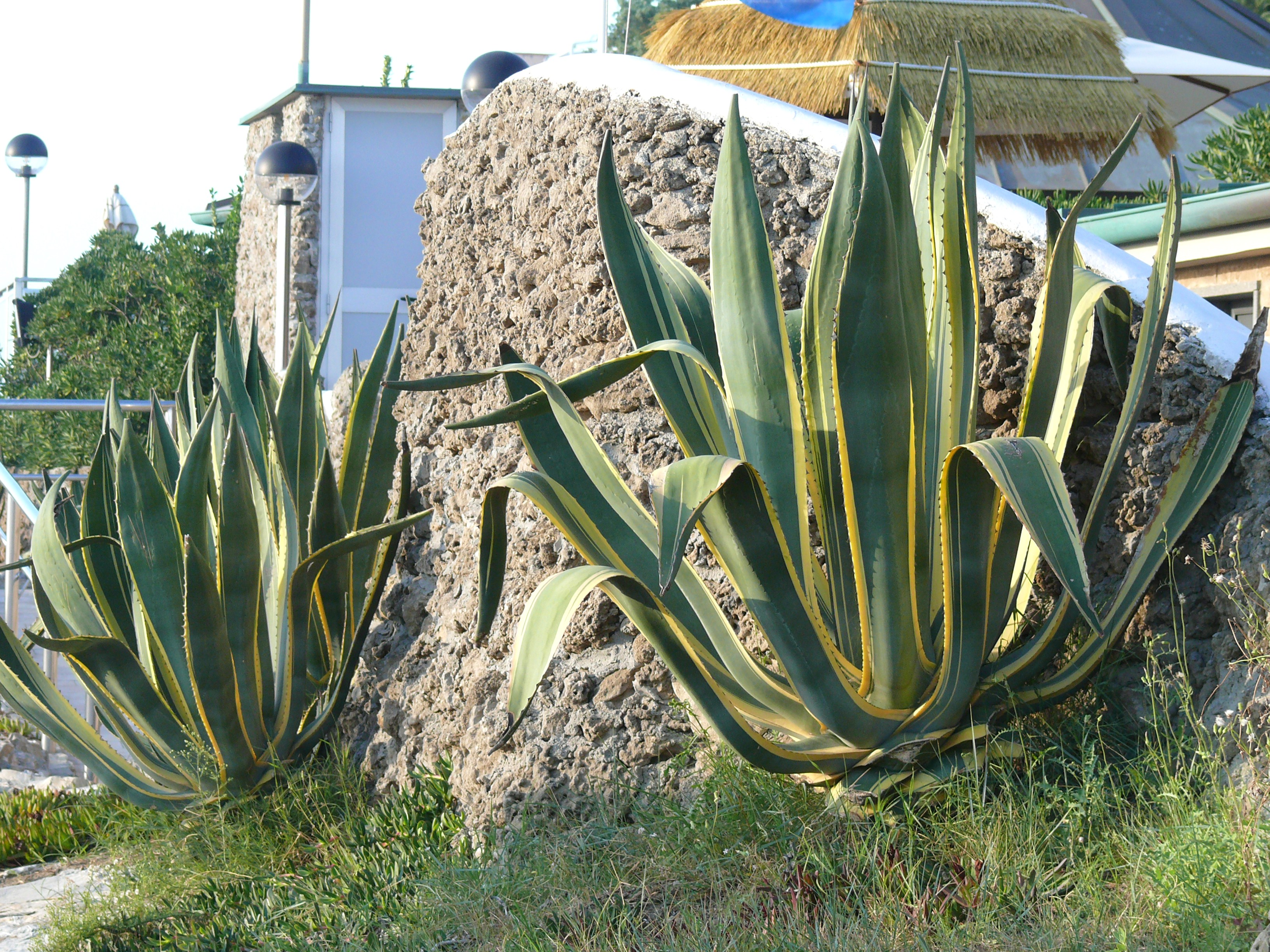
agave sulla spiaggia
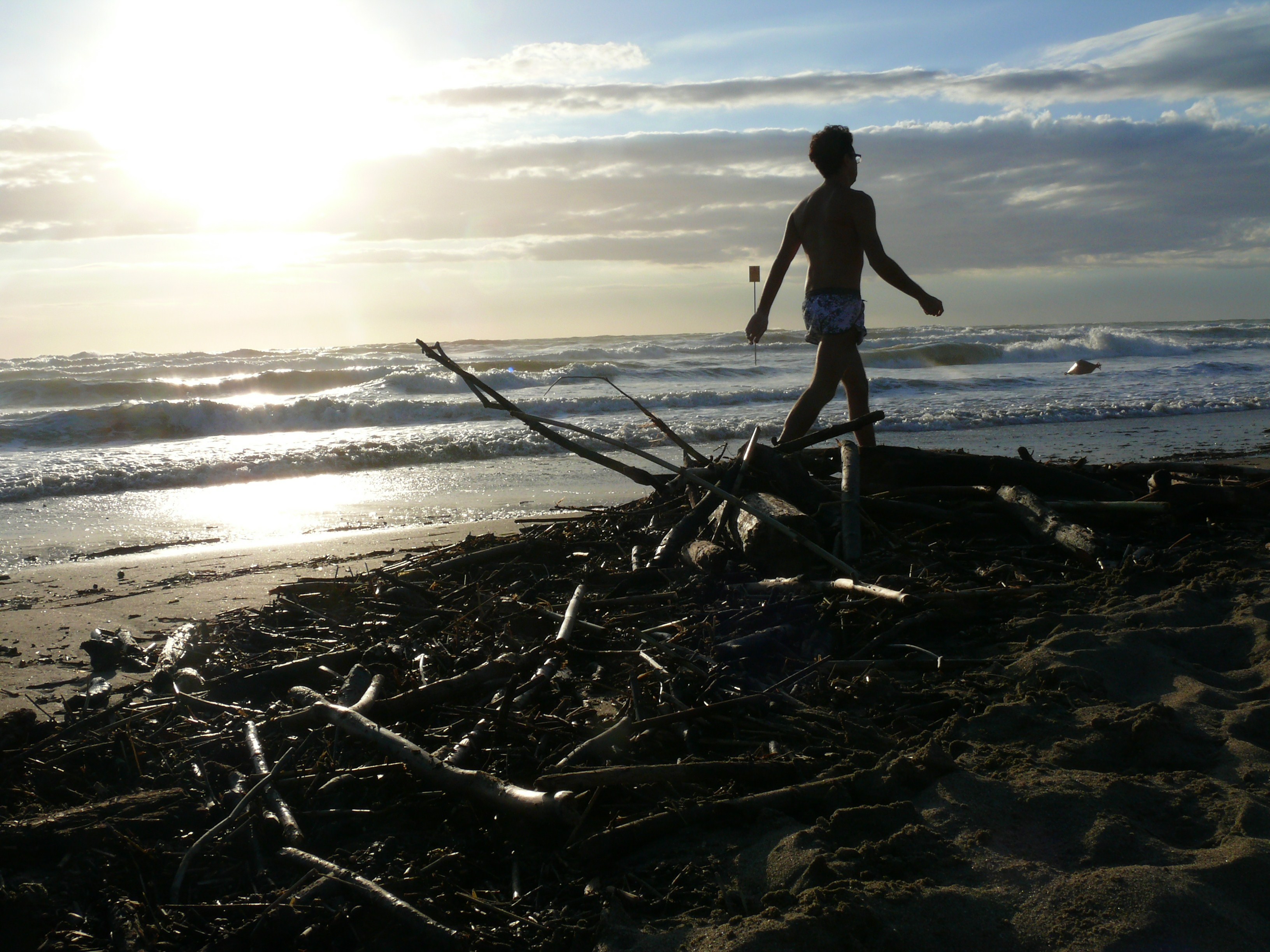
la spiaggia dopo la mareggiata
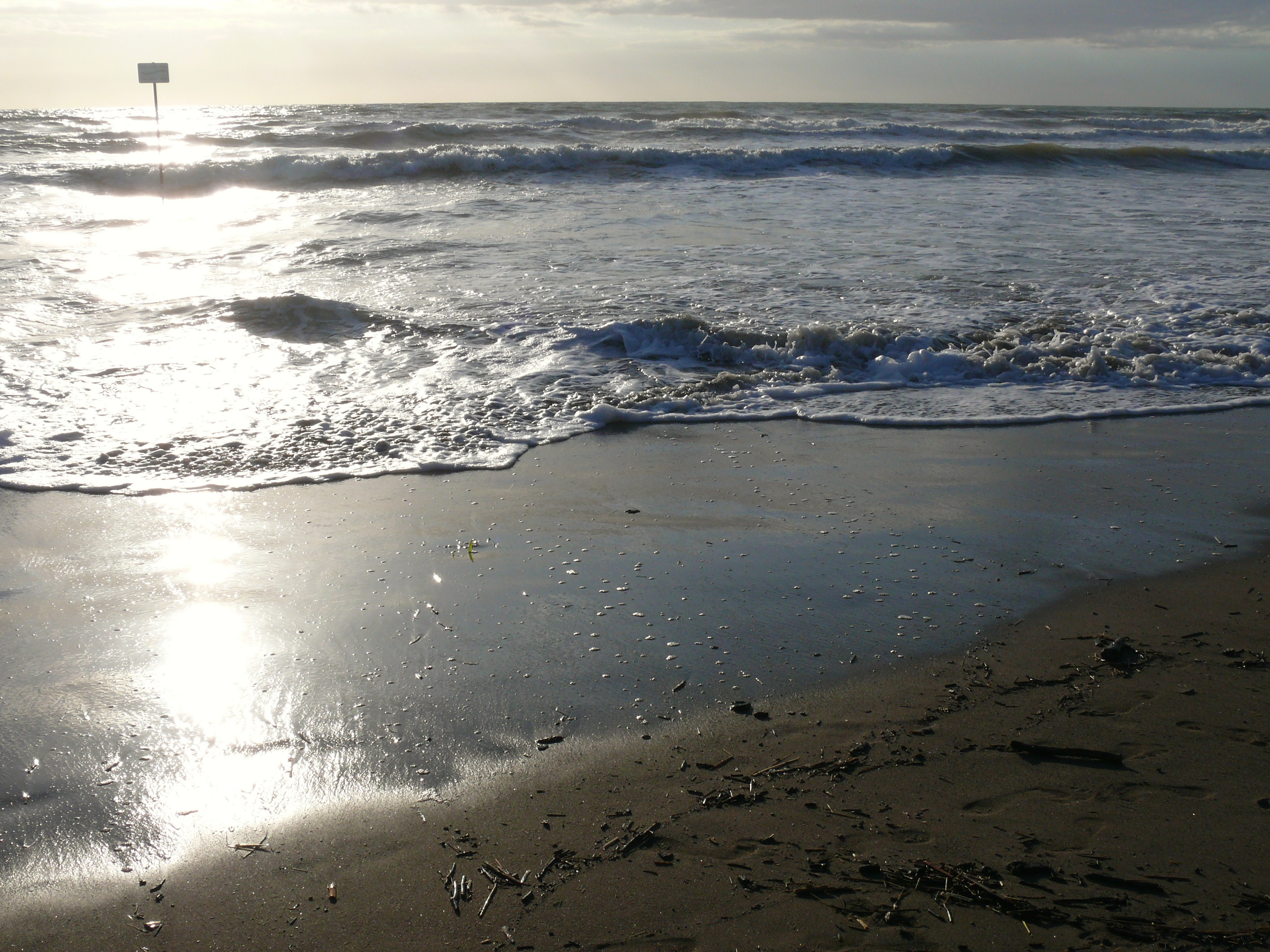
la spiaggia
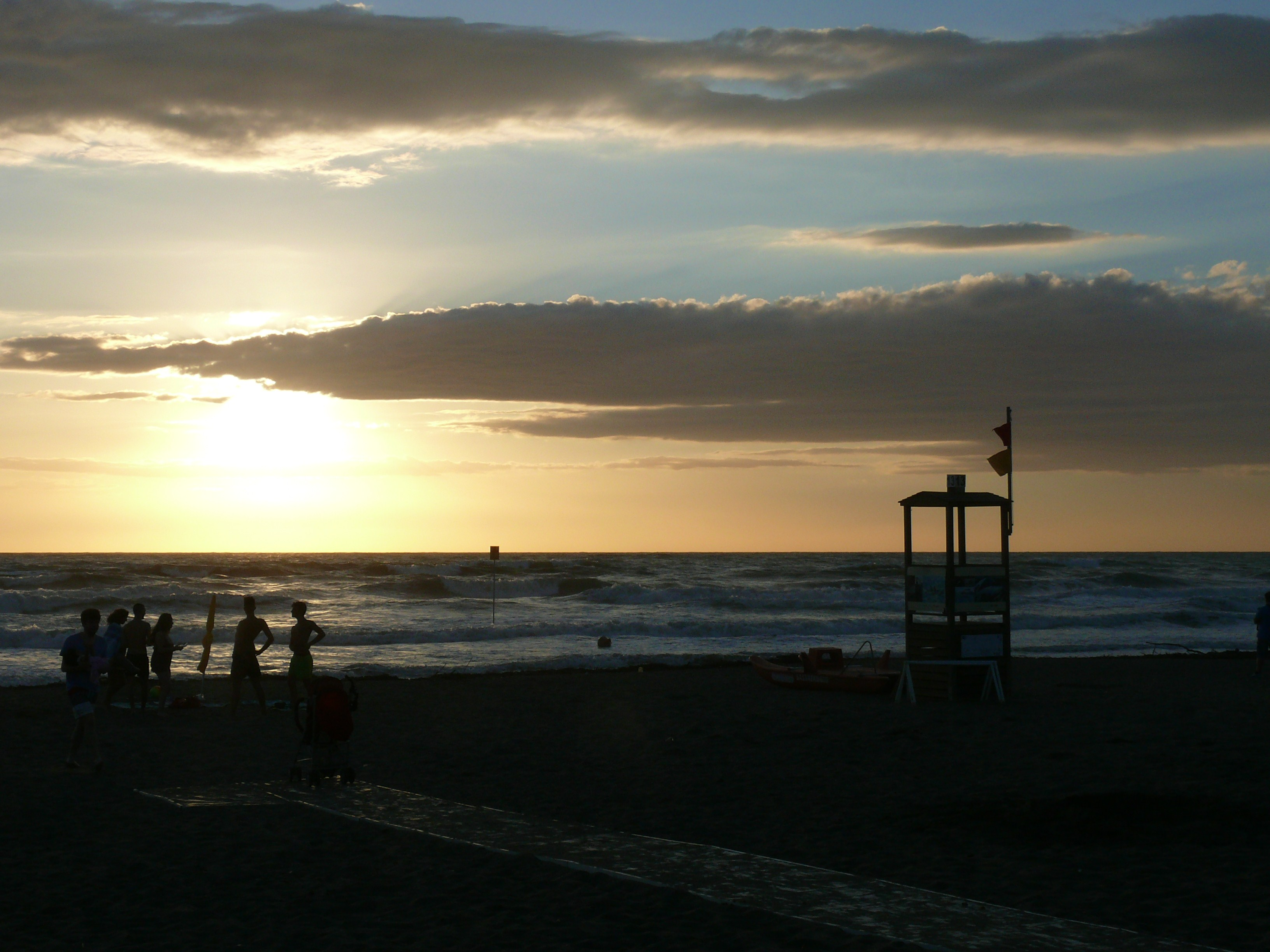
tramonto sulla spiaggia
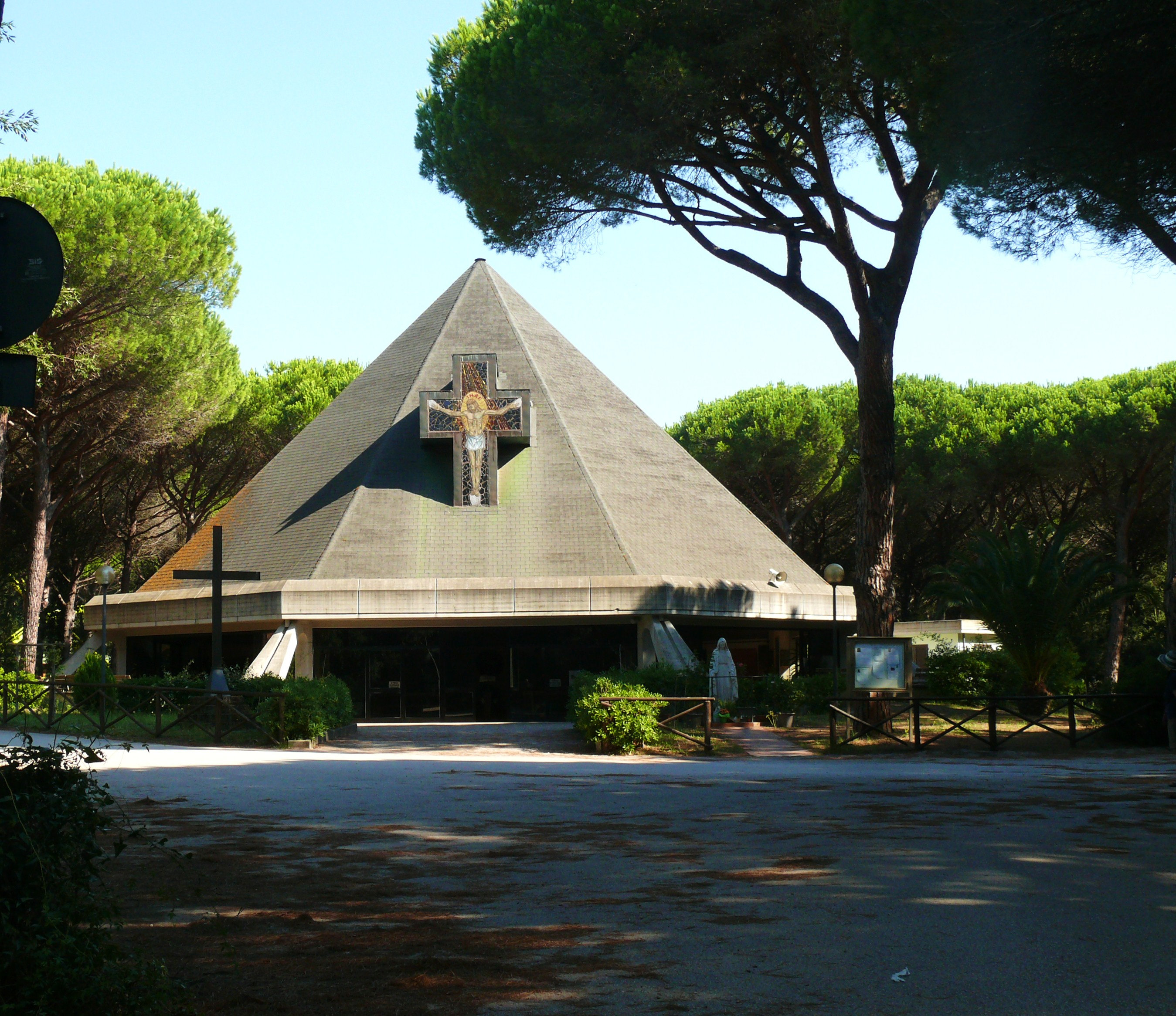
la Chiesa di Santa Maria Assunta
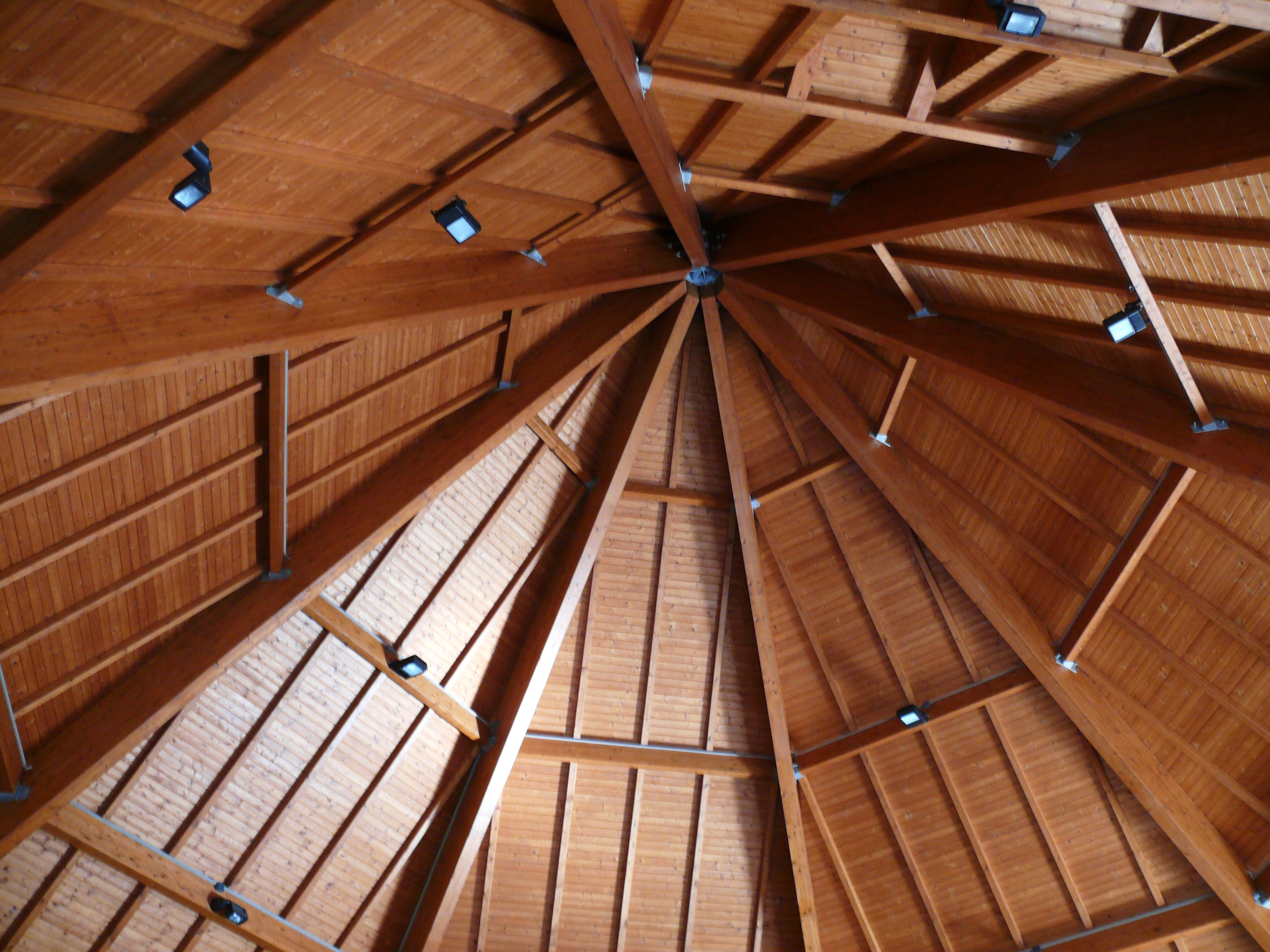
la struttura in legno del tetto della Chiesa di Santa Maria Assunta
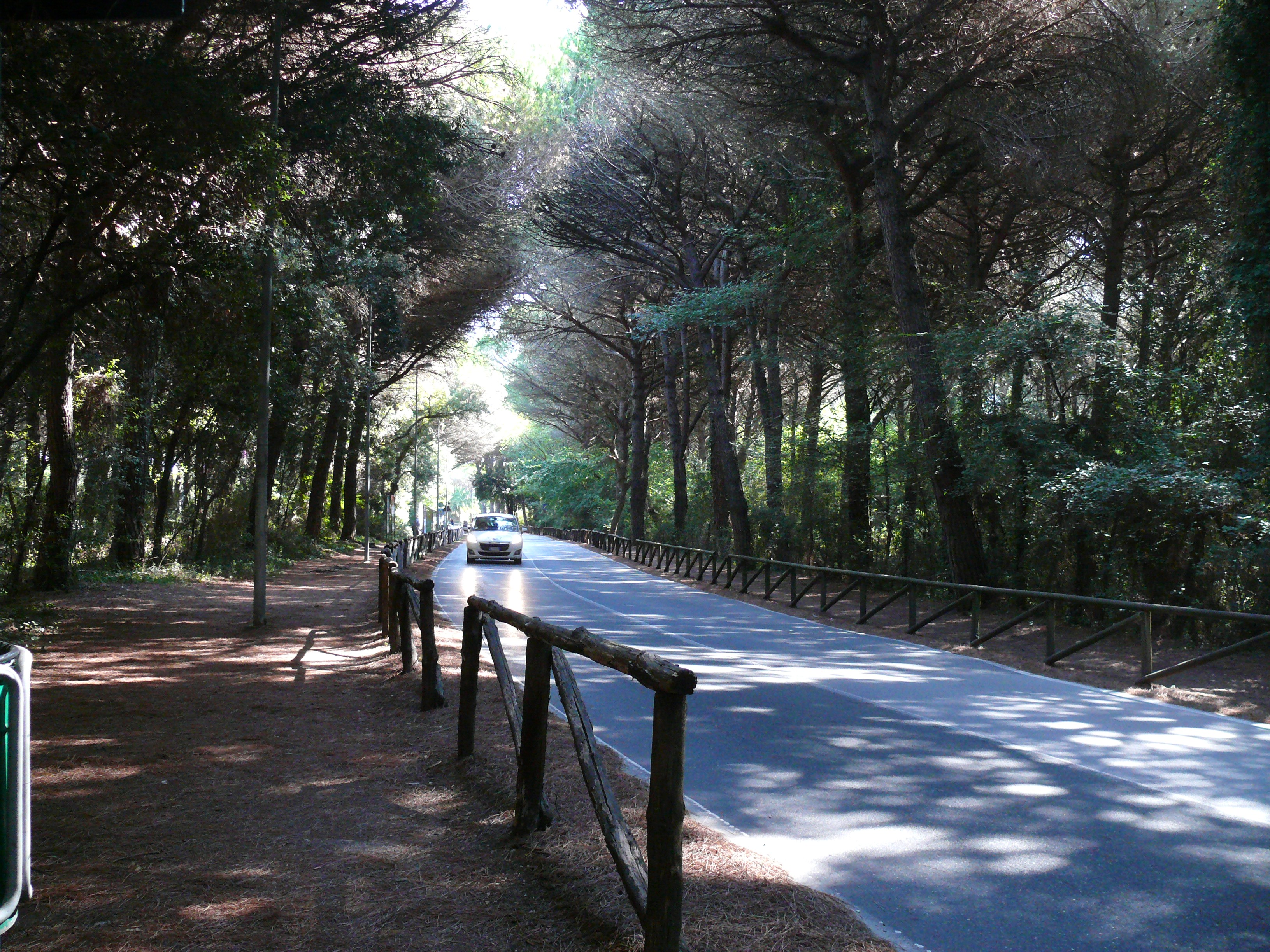
la pineta